# Electra (singolo)
Electra è un singolo dei Dio del 2010.
Contenuto nel loro box set Tournado, è l'ultima canzone della band prima della morte di Ronnie James Dio.
La canzone avrebbe dovuto far parte originariamente del futuro album della band, mai realizzato, intitolato Magica II & III.

## Tracce
1. Electra – 6:26

## Formazione
- Ronnie James Dio - voce
- Doug Aldrich - chitarra
- Rudy Sarzo - basso
- Scott Warren - tastiere
- Simon Wright - batteria